# Goaso
Goaso er en by og hovedstaden i distriktet Asunafo nord og regionen Ahafo i Ghana. Den har en befolkning på 21.146 ifølge folketællingen i 2010. Byen ledes af et traditionelt råd, hvor Nana Akwasi Bosompra 1. har titlen Omanhene (en).

## Historie
Ifølge mundtlige overleveringer lå Goaso (dengang kendt som Goaso Krodadaamu) oprindeligt nær Goa-floden. På grund af opståede problemer med at bo i nærheden af floden, genbosatte beboerne sig op ad bakke til byens nuværende beliggenhed.

## Økonomi
Landbrug dominerer det meste af byens økonomi, og det beskæftiger omkring 60 % af befolkningen. Nogle dyrkede handelsafgrøder omfatter kakao, cassava, majs og bananer.

## Sundhed
Det eneste større hospital i Goaso er Ahafo Regional Hospital, som betjener hele regionen. Det blev etableret i 1950 og omdannet til et kommunalt hospital i 1987. Det har 118 senge og omkring 60.000 patienter årligt.

## Geografi
Goaso er beskrevet af let bølgende lavland, som afvandes af tre store floder: Tano, Anum og Go. Byen ligger i et tæt skovområde, hvilket er vigtigt for jagt og produktion af trækul, selvom udnyttelsen af ressourcerne har øget risikoen for skovbrande i området (inklusive Goaso).

## Uddannelse
Der er flere uddannelsesinstitutioner i Goaso, bl.a. Goaso Nursing and Midwifery Training College og Ahafoman Senior High.